# François Achille Thomassin
Pour les articles homonymes, voir Thomassin.
François Achille Thomassin, né le 3 avril 1827 à Metz et mort le 5 février 1919 à Saint-Chéron, est un général français, grand-croix de la Légion d'honneur.
Il se distingue lors de la conquête de l'Algérie et de la guerre franco-allemande de 1870.

## Biographie

### Jeunesse et formation
Fils d’un commerçant, François Achille Thomassin voit le jour le 3 avril 1827, à Metz, une place forte française, considérée alors comme imprenable. Sur les traces de ses glorieux aînés, le jeune Thomassin passe le concours de l’École spéciale militaire de Saint-Cyr, qu’il intègre le 5 décembre 1845. Promu sous-lieutenant en 1847, Thomassin est affecté au 59e Régiment d’Infanterie de Ligne. Dans le cadre de la colonisation de l'Algérie, qu’il faut intégralement pacifier, il est aussitôt envoyé en Afrique, où il restera près de 22 ans. Il est affecté au 3e Bataillon d'Infanterie Légère d'Afrique le 10 septembre 1850.

### Campagnes en Algérie
Promu lieutenant le 10 mai 1852, il est affecté au 2e Bataillon d'Afrique, puis entre aux bureaux arabes. Il exerce à Aumale, puis commande le bureau de Bou Saâda en 1855. Il est promu capitaine le 12 août 1857 au 1er Régiment de Tirailleurs. Il est alors affecté à Djelfa en 1858, puis à Miliana en 1859. En avril 1862,  le capitaine Thomassin est affecté au 1erRrégiment de Tirailleurs Algériens. Promu chef de bataillon le 5 mars 1864, il commande un régiment à Laghouat. Thomassin est nommé lieutenant-colonel en août 1869, au 48e Régiment d'Infanterie de Ligne.

### Guerre franco-prussienne
Durant la Guerre franco-allemande de 1870, le 6 août 1870, son régiment est engagé à Frœschwiller, où il se distingue sur la position du grand ravin. Les troupes prussiennes bousculent facilement les Français, qui essuient de lourdes pertes. Le lieutenant-colonel Thomassin est fait prisonnier le jour même. Libéré le 13 mars 1871, Thomassin est promu colonel, le 14 décembre 1871, au 57e Régiment d’Infanterie de Ligne. Il préside avec poigne le Conseil de guerre, qui juge les chefs de l'insurrection marseillaise. Il n'acceptera jamais les conditions du Traité de Francfort, qui entérinait le rattachement de sa ville natale à l'empire allemand.

### Troisième République
Général de brigade le 30 décembre 1875, François Thomassin est nommé chef de service à l’État-major, puis directeur de l'artillerie du 2e Corps d'Armée en juin 1879. Il est ensuite nommé commandant de la division d'Oran, le 12 juin 1882. Le général Thomassin commande la division d'Oran en 1883, puis le 4e Corps d’Armée, de 1884 à 1888. Il soumet les Ouled-Sidi-Cheikh. Au vu de sa carrière exemplaire, le général Thomassin est nommé membre du Conseil de guerre, en novembre 1888. Le général Thomassin, qui ne cachait pas ses sympathies pour le parti bonapartiste, est finalement placé dans la réserve, le 3 avril 1892. 
Après la victoire de l’armée française, et le retour de la Moselle à la France, François Achille Thomassin décède le 5 février 1919, à Saint-Chéron, en Seine-et-Oise.

## Décorations[6]
- Grand-croix de la Légion d'honneur (29 décembre 1891)
  - Grand officier de la Légion d'honneur, le 29 décembre 1887
  - Commandeur de la Légion d'honneur, le 9 juillet 1883
  - Officier de la Légion d'honneur, le 16 mars 1868
  - Chevalier de la Légion d'honneur, le 16 mars 1859